# The Shetland Times
The Shetland Times est un journal mensuel publié dans les Shetland en Écosse et ayant son siège à Lerwick. Il appartient à l'entreprise The Shetland Times Ltd qui possède une maison d'édition, une librairie et une imprimerie, avec un total de 55 employés. Le journal est créé en 1872 et vendu 90 pence ; il revendique actuellement un tirage de 11 438 exemplaires par semaine.